# Ligne Roda de Berà - Reus
La ligne Roda de Berà - Reus est ancienne ligne de chemin de fer espagnole à écartement ibérique et à voie unique longue de 34 km qui reliait Reus à Roda de Berà, cette ligne se situe dans les comarques du Baix Camp et du Tarragonès, dans la province de Tarragone en Catalogne. Elle a été mise en service en juillet 1884 et fermée au trafic voyageurs avril 1992. Néanmoins une partie de la ligne reste ouverte au trafic marchandises entre Reus et la gare marchandises de Constantí, il y a également certains trains qui vont jusqu'à la raffinerie Repsol d'El Morell. 
Elle constitue la ligne 234 du réseau ferré d'ADIF.

## Histoire
La ligne est née comme partie de la ligne Reus - Caspe qui devait devenir le chemin de fer direct entre Madrid et Saragosse et Barcelone . 
Cette ligne a été inaugurée en 1884 et fermée au trafic voyageurs en 1992. Il y a une forte demande pour la réouverture de cette infrastructure.  

## Caractéristiques
Cette ligne commence à la gare de Roda de Berà, il y a ensuite une bifurcation vers la ligne Barcelone - Vilanova - Valls pour aller directement à Reus où elle reliée à la ligne Reus - Caspe.